# 国鉄タ500形貨車
国鉄タ500形貨車（こくてつタ500がたかしゃ）は、かつて日本国有鉄道（国鉄）およびその前身である鉄道省等に在籍した私有貨車（タンク車）である。

## 概要
タ500形は、1928年（昭和3年）5月の車両称号規程改正により、ア1530形10両（ア1530 - ア1535、ア1537 - ア1539、ア1543→タ500 - タ509）を改番し誕生した形式である。
1908年（明治41年）に7 t積み二軸油槽車として新潟鐵工所にて15両（ナ8 - ナ22）が製造された。形式のナは、所有者である中野興業の略称である。形式名は1911年（明治44年）1月の車両称号規程改正によりア1530形（ア1530 - ア1544）ヘ変更された。
1925年（大正14年）7月8日に10両（ア1530 - ア1535、ア1537 - ア1539、ア1543）が新潟鐵工所にて改造のうえ車籍復活が行われた。改造内容は15両分のタンク体の切り継ぎを行い10両分にした。下回りも同じく切り継ぎを行い二軸車より三軸車に改造する大工事であった。積載荷重は7 t積みより10 t積みに変更になったが形式名は変わらずア1530形のままであった。この為ア1530形は、7 t積み二軸車のア1530形初代と10 t積み三軸車のア1530形二代の実質2形式がある。
タ500形へ変更になった時点での所有者は中野興業で変わらず常備駅は関屋駅（8両）、新津駅（2両）であった。その後所有者は、帝国石油、日本原油輸送、日本石油運送、日本石油輸送と変遷した。
車体色は黒色、寸法関係は全長は8,643 mm、全高は3,150 mm、実容積は12.7 m3、自重は8.5 t - 9.2 t、換算両数は積車1.8、空車0.8であり、走り装置は一段リンク式の三軸車である。
1961年（昭和36年）10月19日に最後まで在籍した2両（タ500、タ503）が廃車となり、同時に形式消滅となった。